# Traci Wolfe
Traci Wolfe (* 27. Dezember 1960 in Plainfield, New Jersey) ist eine US-amerikanische Filmschauspielerin, die vor, während und nach ihrer aktiven Zeit als Schauspielerin auch als Model arbeitete. Bekannt wurde sie durch ihre Rolle als Rianne Murtaugh in allen vier Filmen der Lethal-Weapon-Reihe.

## Leben und Karriere
Die Anfang der 1960er in Plainfield im US-Bundesstaat New Jersey geborene Wolfe wuchs in Richmond, Virginia auf, wo sie nach ihrem ersten Collegejahr auch ihre Karriere als Model begann. Zu ihrem Modeldasein kam sie, als sie von Agenten in einem Kaufhaus entdeckt wurde, in dem sie als Verkäuferin bzw. an der Kasse arbeitete. Nach einiger Zeit in Washington, D.C. zog es sie von der US-Hauptstadt nach New York City, wo sie von der Modelagentur Wilhelmina Models unter Vertrag genommen wurde. Von ihren Agenten wurde sie auch zu diversen Vorsprechen geschickt. Ihren ersten nennenswerten Auftritt in Film und Fernsehen hatte sie im Jahre 1986 in einer Episode der US-Fernsehserie Die Bill Cosby Show, worauf sie sich weiterbilden wollte und Improvisationstheater sowie Schauspieltechnik lernte.
Bald darauf wurde sie schon von Richard Donner für den Film Lethal Weapon – Zwei stahlharte Profis in der Rolle der Rianne Murtaugh ausgewählt, die sie noch bis zum vierten Teil der Lethal-Weapon-Reihe im Jahre 1998 in allen vier produzierten Filmen übernahm. Für ihre Rolle im 1987 veröffentlichten ersten Teil der Lethal-Weapon-Reihe wurde sie erst zwei Jahre später, im Jahre 1989, mit einem NAACP Image Award in der Kategorie „Outstanding Supporting Actress in a Motion Picture“ ausgezeichnet. Im gleichen Jahr war sie unter anderem auch noch in einer Episode von In der Hitze der Nacht und in einer erneuten Gastrolle in der Bill Cosby Show zu sehen. Des Weiteren sah man sie in diesem Jahr ein weiteres Mal als Rianne Murtaugh in Lethal Weapon II – Brennpunkt L.A. Dieselbe Rolle übernahm sie danach auch noch 1992 in Lethal Weapon 3 – Die Profis sind zurück und 1998 in Lethal Weapon 4 – Zwei Profis räumen auf.
Berichten zufolge war sie während der Dreharbeiten zum dritten Part der Lethal-Weapon-Reihe weiterhin für Wilhelmina als Model in New York und Los Angeles aktiv, während sie mit ihrem Ehemann und ihrem Sohn im US-Bundesstaat Maryland lebte.
Heute (Stand: Oktober 2011) hat sich Wolfe weitgehend in ihr Privatleben zurückgezogen, ist aber noch weiterhin als Model aktiv. In der deutschsprachigen Synchronfassung von Lethal Weapon – Zwei stahlharte Profis leiht ihr die gleichaltrige Irina Wanka die Stimme; im dritten Teil wird Wolfe von der rund zehn Jahre jüngeren Julia Haacke synchronisiert.

## Filmografie
- 1986, 1989: Die Bill Cosby Show (The Cosby Show, Fernsehserie, 2 Episoden)
- 1987: Lethal Weapon – Zwei stahlharte Profis (Lethal Weapon)
- 1989: In der Hitze der Nacht (In the Heat of the Night, Fernsehserie, 1 Episode)
- 1989: Lethal Weapon II – Brennpunkt L.A. (Lethal Weapon 2)
- 1992: Lethal Weapon 3 – Die Profis sind zurück (Lethal Weapon 3)
- 1998: Lethal Weapon 4 – Zwei Profis räumen auf (Lethal Weapon 4)

## Auszeichnung
- 1989: NAACP Image Award in der Kategorie „Outstanding Supporting Actress in a Motion Picture“ für ihr Engagement in Lethal Weapon – Zwei stahlharte Profis